# Falcileptoneta anocellata
Espèce
Synonymes
- Leptoneta anocellata Chen, Zhang & Song, 1986

Falcileptoneta anocellata est une espèce d'araignées aranéomorphes de la famille des Leptonetidae.

## Distribution
Cette espèce est endémique du Zhejiang en Chine,. Elle se rencontre dans une grotte à Jinhua.

## Description
Le mâle paratype mesure 2,26 mm et les femelles de 2,58 à 2,74 mm. Cette araignée est anophtalme.

## Systématique et taxinomie
Cette espèce a été décrite sous le protonyme Leptoneta anocellata par Chen, Zhang et Song en 1986. Elle est placée dans le genre Falcileptoneta par Wang, Li et Zhu en 2020.

## Publication originale
- Chen, Zhang & Song, 1986 : « A new species of the genus Leptoneta from Zhejiang Province (Araneae: Leptonetidae). » Acta Zootaxonomica Sinica, vol. 11, no 1, p. 40-42.